# Центральноамериканские и Карибские игры 2014

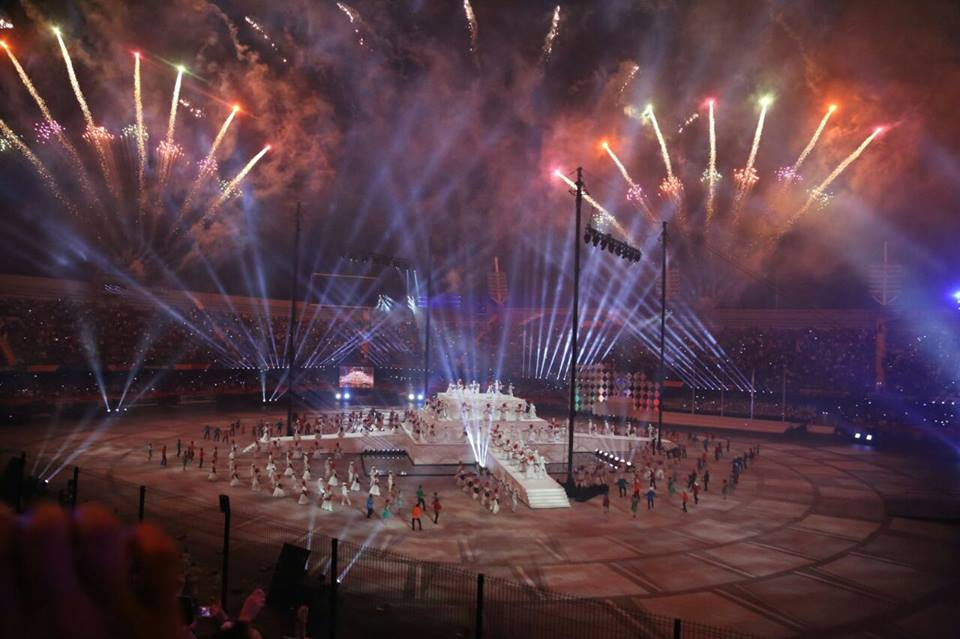
Церемония открытия

Центральноамериканские и Карибские игры 2014 года прошли с 14 по 30 ноября в Веракрусе (Мексика). В соревнованиях приняло участие 5707 спортсменов.

## Виды спорта
| - Академическая гребля - Баскская пелота - Баскетбол - Бадминтон - Бейсбол - Бокс - Борьба - Боулинг |  | - Волейбол - Водное поло - Велоспорт - Велосипедный мотокросс (2) - Маунтинбайк (2) - Шоссейный велоспорт (4) - Трековый велоспорт (10) - Гандбол - Гребля на байдарках и каноэ - Гольф - Гимнастика - Спортивная гимнастика - Художественная гимнастика - Прыжки на батуте - Дзюдо - Карате - Катание на роликах - Конный спорт - Лёгкая атлетика |  | - Настольный теннис - Парусный спорт - Прыжки в воду - Плавание - Пляжный волейбол - Ракетбол - Регби-7 - Синхронное плавание - Сквош - Современное пятиборье - Софтбол (подробнее) - Стрелковый спорт - Стрельба из лука - Тхэквондо - Теннис - Триатлон - Тяжёлая атлетика - Фехтование - Футбол - Хоккей на траве |

## Страны
В играх приняли участие 31 страна. Цифры в скобках обозначают количество спортсменов той или иной страны.
| Участвующие страны | Участвующие страны | Участвующие страны | Участвующие страны |
| --- | --- | --- | ------------------ |
| - Антигуа и Барбуда (12) - Аруба (33) - Багамские Острова (58) - Барбадос (102) - Белиз (10) - Бермуды (43) - Виргинские Острова (Великобритания) (5) - Острова Кайман (48) - Колумбия (431) - Коста-Рика (302) - Куба (624) | - Доминика (13) - Доминиканская Республика (488) - Сальвадор (188) - Гренада (15) - Гватемала (404) - Гайана (43) - Гаити (80) - Гондурас (86) - Ямайка (144) - Мексика (732) | - Никарагуа (164) - Панама (139) - Пуэрто-Рико (364) - Сент-Китс и Невис (21) - Сент-Люсия (15) - Сент-Винсент и Гренадины (15) - Суринам (16) - Тринидад и Тобаго (213) - Виргинские Острова (США) (40) - Венесуэла (577) |                    |

## Медальный зачёт
| #     | Страна                              | 1   | 2   | 3   | Всего |
| ----- | ----------------------------------- | --- | --- | --- | ----- |
| 1     | Куба                                | 123 | 66  | 65  | 254   |
| 2     | Мексика                             | 115 | 106 | 111 | 332   |
| 3     | Колумбия                            | 70  | 75  | 78  | 223   |
| 4     | Венесуэла                           | 56  | 79  | 110 | 245   |
| 5     | Доминиканская Республика            | 20  | 34  | 23  | 77    |
| 6     | Пуэрто-Рико                         | 15  | 24  | 45  | 84    |
| 7     | Гватемала                           | 15  | 19  | 43  | 77    |
| 8     | Багамские Острова                   | 4   | 3   | 1   | 8     |
| 9     | Сальвадор                           | 2   | 9   | 12  | 23    |
| 10    | Тринидад и Тобаго                   | 2   | 1   | 8   | 11    |
| 11    | Аруба                               | 2   | 1   | 1   | 4     |
| 12    | Коста-Рика                          | 1   | 3   | 11  | 15    |
| 13    | Гондурас                            | 1   | 2   | 9   | 12    |
| 14    | Панама                              | 1   | 2   | 4   | 7     |
| 15    | Виргинские Острова (США)            | 1   | 2   | 3   | 6     |
| 16    | Доминика                            | 1   | 0   | 1   | 2     |
| 17    | Виргинские Острова (Великобритания) | 1   | 0   | 0   | 1     |
| 17    | Острова Кайман                      | 1   | 0   | 0   | 1     |
| 17    | Сент-Люсия                          | 1   | 0   | 0   | 1     |
| 20    | Никарагуа                           | 0   | 2   | 5   | 7     |
| 21    | Барбадос                            | 0   | 1   | 3   | 4     |
| 21    | Ямайка                              | 0   | 1   | 3   | 4     |
| 21    | Суринам                             | 0   | 1   | 3   | 4     |
| 24    | Антигуа и Барбуда                   | 0   | 1   | 0   | 1     |
| 25    | Гаити                               | 0   | 0   | 3   | 3     |
| 26    | Гайана                              | 0   | 0   | 2   | 2     |
| 27    | Бермуды                             | 0   | 0   | 0   | 0     |
| 27    | Сент-Китс и Невис                   | 0   | 0   | 0   | 0     |
| 27    | Гренада                             | 0   | 0   | 0   | 0     |
| 27    | Сент-Винсент и Гренадины            | 0   | 0   | 0   | 0     |
| 27    | Белиз                               | 0   | 0   | 0   | 0     |
| Всего | Всего                               | 432 | 432 | 544 | 1408  |